# GE Dash 9-44CW
A GE Dash 9-44CW egy Co'Co' tengelyelrendezésű hat tengelyes amerikai dízelmozdony-sorozat. A GE Transportation Systems gyártotta. Beceneve Dash 9, mert az 1990-es években kezdték gyártani.
Hazájában és nemzetközi szinten is nagy népszerűségnek örvend, mind a vasútrajongók, mind a vonatkedvelők körében. Talán a legikonikusabb amerikai dízelmozdony-sorozat. Az észak-amerikai vasúttársaságok körében is igen népszerű volt, habár egyes társaságok, így a CSX és a Canadian Pacific a váltóáramú megfelelőjét, a AC4400CW-t részesítette előnyben. Az Amerikai Egyesült Államokban 2005. január 1-jén életbe lépett szigorúbb kibocsátási követelmények miatt a Dash 9-44CW-t a GE ES44DC váltotta fel.

## Üzemeltetők
| Vasúttársaság                              | Darabszám | Pályaszám                                  |
| ------------------------------------------ | --------- | ------------------------------------------ |
| Atchison, Topeka and Santa Fe Railway      | 100       | 600–699                                    |
| BC Rail                                    | 14        | 4641–4654                                  |
| BNSF                                       | 1697      | 700–799, 960–1123, 4000–4199, 4300–5532    |
| Canadian National Railway                  | 228       | 2500–2522WL, 2523–2727CW, 2958CW           |
| Chicago and Northwestern Railway           | 130       | 8601–8730                                  |
| Estrada de Ferro Carajás (Brazília)        | 34        | 801–833, 803 (2nd)                         |
| Ferrovia Norte do Brasil S/A (Brazília)    | 50        | 9001–9050                                  |
| Fortescue Metals Group (Ausztrália)        | 15        | 0001–0015                                  |
| General Electric (tesztmozdony)            | 1         | 905                                        |
| Hamersley Iron / Pilbara Iron (Ausztrália) | 62        | 7053–7098, 9404–9409, 9428–9434, 9470–9472 |
| Quebec North Shore and Labrador Railway    | 11        | 404–414                                    |
| Southern Pacific Railroad                  | 101       | 8100–8200                                  |
| Union Pacific Railroad                     | 40        | 9700–9739                                  |

## Érdekességek
- A 4723-as pályaszámú GE Dash 9-44CW az egyik vezethető alap dízelmozdony a Microsoft Train Simulatorban